# Луис де ла Фуенте
Луис де ла Фуенте Кастиљо (шп. Luis de la Fuente Castillo) шпански је фудбалски тренер и бивши играч. Играо је на позицији левог бека. Тренутно је селектор репрезентације Шпаније.
Сакупио је укупно 254 утакмице у Ла лиги и дао је шест голова за тринаест сезона. Играо је за Атлетик Билбао и Севиљу и освојио две титуле првака Шпаније као и Куп краља.
Де ла Фуенте је дуго био тренер у омладинским селекцијама Шпаније. Од 2013. до 2018. водио је екипу Шпаније до 19 година и с њом био шампион Европског првенства 2015. Репрезентацији Шпаније до 21 године донео је титулу првака Европе 2019. На Олимпијским играма у Токију са шпанским тимом освојио је сребрну медаљу. Селектор сениорске репрезентације Шпаније постао је 2022. С њом је био првак УЕФА Лиге нација 2023. и Европског првенства 2024.

## Играчка каријера

### Клубови
Рођен у Ару, Риоха, де ла Фуенте је своју фудбалску каријеру започео у омладинском систему Атлетика Билбаа, и дебитовао је у сениорској лиги 1978. године у Сегунда Дивисион Б. Лигашки деби је имао 8. марта 1981. када је ушао као замена у другом полувремену у ремију 0–0 у гостима против Валенсије.
Де ла Фуенте је промовисан у главни тим у лето 1982. Постигао је свој први професионални гол 26. марта 1983, чиме је запечатио победу домаћина над Селтом резултатом 4-0.
У јулу 1987, де ла Фуенте је потписао уговор за други прволигашки клуб Севиљу, и наставио да се редовно појављује у наредним утакмицама играјући у одбрани или као лево крило. Године 1991. вратио се у Атлетик уз накнаду од 20 милиона пезета, ретко наступајући под вођством тренера Јупа Хајнкеса који је стигао годину дана касније.
Де ла Фуенте се придружио Алавесу 1993. године, са тимом у трећем рангу. После једне сезоне, отишао је у пензију са 33 године.

## Тренерска каријера
Де ла Фуентеов први менаџерски посао био је у клубу Португалете, у регионалним лигама. У лето 2000. именован је у клуб Аурера Сегунда Дивисион Б, али је отпуштен у марту следеће године упркос седмом месту на табели.
Након повратка у Севиљу (академија), де ла Фуенте се вратио у Атлетик.  У почетку је био менаџер омладинаца и резервном тиму, такође је вршио функцију делегата на утакмицама у наредне две године пре него што се вратио на своје претходне дужности.
Дана 13. јула 2011, де ла Фуенте је именован за тренера Алавеса, а већ 17. октобра је био разрешен дужности.
Дана 5. маја 2013, де ла Фуенте је постављен на чело репрезентације Шпаније до 19 година, са којом је освојио Европско првенство 2015. у Грчкој. Постао је менаџер екипе за млађе од 21 године у јулу 2018, након што је Алберт Селадес поднео оставку. Његово прво такмичење било је Европско првенство 2019. у Италији, са којом је освојио друго место, после финалног пораза Немачке од 1:0 у Удинама.
Дана 8. јуна 2021, де ла Фуенте и његов тим су заменили сениорску екипу Шпаније за пријатељску утакмицу УЕФА Еуро 2020 против Литваније, након што је поменути тим отишао у изолацију када је Серхио Бускетс био позитиван на Ковид 19. Победили су са 4-0 у Леганесу.
Де ла Фуенте је такође био задужен за шпански олимпијски тим на одложеним Олимпијским играма 2020. у Токију. Његова екипа је освојила сребрну медаљу, изгубивши 2-1 од Бразила у финалу.
Дана 8. децембра 2022, де ла Фуенте је постављен за главног тренера сениорске екипе, пошто је Луис Енрике поднео оставку након што је његов тим елиминисан на од стране Марока једанаестерце у осмини финала на Светском првенству у фудбалу 2022.  Званично је представљен четири дана касније, а уговор је трајао до УЕФА Еура 2024. са опцијом да се продужи.
Де ла Фуенте је победио са 3–0 у европским квалификацијама код куће против Норвешке у својој првој утакмици 25. марта 2023, уз два гола 32-годишњег дебитанта Хоселуа. Одвео је земљу до победе у УЕФА Лиги нација 2022–23 (прва икада), победивши Хрватску резултатом 5–4 на пенале након нерешеног резултата 0–0 у Ротердаму.
Шпанија је завршила групну фазу Еура 2024. на првом месту, постигавши пет голова и не примивши ниједан.